# Metazosin
Metazosin je antihipertensivni antagonist α1-adrenergičnog receptora.